# Venerable Orden Tercera Franciscana (Vivero)
La Venerable Orden Tercera Franciscana es una de las ocho cofradías que existen, en la Semana Santa de Vivero.

## Historia

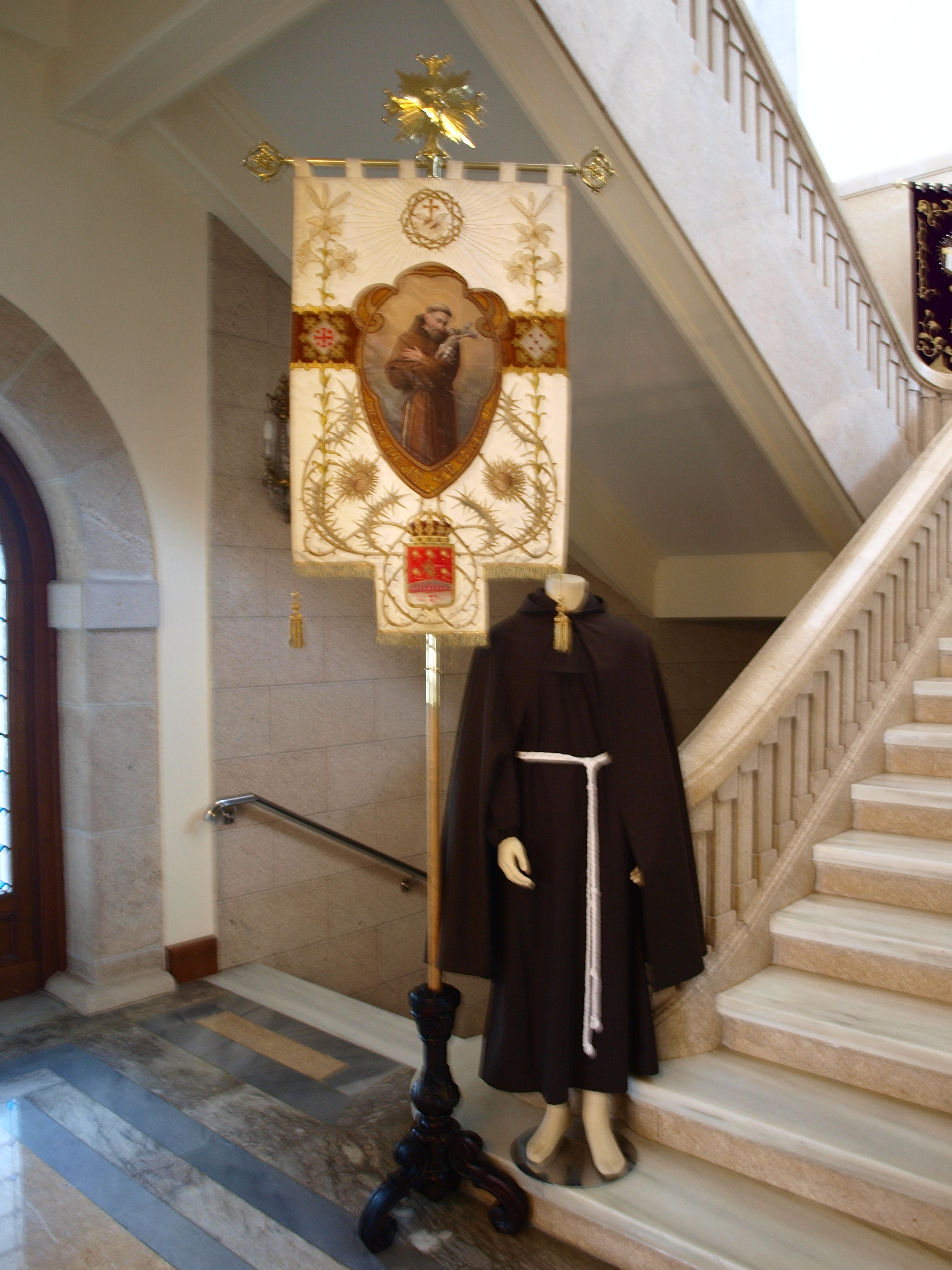
Vestimenta y estandarte de la Venerable Orden Tercera Franciscana.

La primera referencia documentada sobre la Semana Santa de Vivero se remonta al siglo XIII, con la fundación de sus cofradías más antiguas. Sobre el año 1214, se constituyeron las cofradías unidas de la Purísima Concepción y de la Vera Cruz que empezaron a encargarse de las actividades de la Semana Santa, además de la Venerable Orden Tercera Franciscana, en el Convento de San Francisco.
Las cofradías de la Purísima Concepción y de la Vera Cruz alcanzaron su máximo esplendor en el siglo XV y siglo XVI.
No obstante, durante la Contrarreforma, se llevaron a cabo acciones con el fin de reducir las escenificaciones públicas de la Semana Santa, con el fin de oponerse al avance del Protestantismo en Europa. La popularidad existente entre los devotos, llevó al obispo fray Antonio de Guevara, a la prohibición de la que él denominaba «representaciones y farsas del mundo», dando en cambio su aprobación para realizar la Procesión de la Vera Cruz.
Este tipo de prohibiciones condujeron a que a finales del siglo XVII, las cofradías de la Purísima Concepción y de la Vera Cruz acabaran por desaparecer. El 6 de febrero de 1728, el padre guardián del Convento de San Francisco, expidió un certificado para constar dicha extinción. El que en aquel momento era Obispo de Mondoñedo, Juan Muñoz Salcedo, firmó un decreto al mes siguiente, que concedía a la Venerable Orden Tercera Franciscana todos los efectos de dichas cofradías, con la obligación de cumplir con la carga de estas.

## Procesiones
Durante la Semana Santa, la Venerable Orden Tercera se encarga de sacar las siguientes procesiones:
- Procesión de la Virgen de los Dolores (Viernes de Dolores)
- Procesión del Ecce-Homo de los Franceses (Domingo de Ramos)
- Procesión de la Última Cena (Jueves Santo)
- Procesión del Encuentro (Viernes Santo)
- Procesión de los Caladiños (Viernes Santo)